# Johann Tobias Beck
Johann Tobias Beck, född den 22 februari 1804 i Balingen, död den 28 december 1878 i Tübingen, var en tysk teolog.
Beck var den förnämste representanten för den württembergska bibelteologin, även kallad "biblicismen". Han ägnade sig efter skol- och universitetsstudier i Urach och Tübingen åt praktisk prästerlig tjänst, och blev 1836 extra ordinarie professor i Basel, 1843 i Tübingen. 
I Tübingen blev han den främste vetenskaplige motståndaren till vännen Ferdinand Christian Baur. Bibeln var för Beck en sluten, färdig, enhetlig organism ur vilken teologen hade att hämta "realiteten" för att omsätta den i ett begreppsmässigt tänkande. Bibeln var samtidigt ett uttryck för ett gudaktigt liv med himmelriket som mål.
I Sverige fann han sina lärjungar i Otto Myrberg, Waldemar Rudin och J.A. Ekman.